# Скрининг малигних тумора јајника и јајовода
Скрининг малигних тумора јајника и јајовода за сада је дефинисан само у популацији жена са
високим ризиком, јер није званично прихваћена ни једна скрининг метода за детекцију карцинома
јајника у генералној популацији жена, и поред тога што се интезивно спроводе многобројне, рандомизиране, мета-студије са циљем да се успостави и дефинише скрининг и у популацији жена са средњим ризиком. Наиме, за сада нема поузданих инструмената који би могли да се масовно користе за скрининг карцинома јајника и јајовода у широј популацији; чак ни CA125, сам или у комбинацији са трансвагиналном ултрасонографијом. није убедљиво дијагностичко средство раних стадијума, те не може смањити морталитет од ове болести

## Карактеристике скрининга
Скрининг је метода која има за циљ да открије поремећеј здравља на чији се ток и/или исход може правовремено деловати. Да би нека метода имала карактеристике скрининга потребно је, да задовољава следеће критеријуме:
- да поседује високу специфичност,
- сензитивност,
- негативну и позитивну предиктивну вредност,
- да је поуздан,
- да је једноставан за извођење,
- да је безбедан,
- да је што мање непријатан.[3]

## Ограничења за скриниг тумора јајника и јајовода
Како се улога скрининга (као методе детекције) огледа у откривању промене у преклиничкој фази болести, када још није дошло до испољавања симптома болести, код скрининг за карцином јајника она има многа ограничења и не може у потпуности применити, јер не постоји преклиничка фаза болести у којој је могуће открити постојање малигнитета.
Тренутно најпрецизнији и најшире прихваћен скрининг протокол (који не испуњава строге критеријуме
Америчке организације за превенцију болести (US preventive services task force). обухвата:
- Оређивање вредности CA 125
- Трансвагинални доплер ултразвучни преглед.[1]

## Дијагностичке методе
Садашње дијагностичке методе које се могу применити у скринингу тумора јајника и јајовода обухватају:
- Преглед,
- Процену симптома,
- Имиџинг дијагностику,
- Биохемијске маркере.[5]

### Биохемијски маркери
У употреби за рано откривање малигних тумора јајника тренутно је најзатупљенији тумор-асоцирани антиген CA125, заснован на чињеници да тумори у раној фази доводе до биохемијских поремећаја који условљавају појаву специфичних туморских маркера.
Резултати
Повишене вредности овог туморског маркера могу се наћи у различитим стањима и обољењима немалигне природе, као што су:
- миоми материце,
- ендометриоза,
- запаљењски процеси,
- малигни тумори других локализација.[3]

Мултимодални дијагностички приступ, уз одређивање туморског маркера CA125, повећава сензитивност, специфичност и позитивну предиктивну вредност.
Ограничења
Фактори који могу да утичу на вредности овог биомаркера, су:
- раса,
- животна доб,
- пушење,
- гојазност.[7]

Упркос овим недостацима и ограничењима, CA125 је најчешће проучаван биохемијски маркер за оваријални карцином.

## Супротстављени ставовови
Како тренутно ни једно професионално удружење на глобалном нивоу не препоручује систематски скрининг у широј популацији за карцином јајника. намеће се, велика потреба за откривањем нових биомаркера способних за допуну CA125 а у циљу побољшања дијагностике и клиничког лечења.
Иако, поред идентификације циљне групе, није доказан пад морталитета од малигних тумора јајника и јајовода, препорука је да се спроводи једногодишњи скрининг жена применом трансвагиналног ултрасонографског прегледа и одређивање туморског маркера CA 125. 